# Акбеитское месторождение
Акбеитское месторождение золотых руд находится на территории Астраханского района Акмолинской области, в 12 км к востоку от железнодорожной станции Жалтыр.
Месторождение открыто в 1933 году геологом А. К. Комиссаровым. Из-за небольших запасов добыча руды нерентабельна. Месторождение разрабатывается в основном отдельными старателями. Извлечено более 10 т золота.
Относится к кварцево-жильным месторождениям, расположено в толще вулканогенно-осадочных пород ордовика и в штоках диоритовых интрузий. Длина рудных тел — до 300—500 м, мощность — 0,3—0,5 м. Кварцевые жилы расположены на глубине 120 м. Золото встречается в основном в виде мучнистых вкраплений, измеряемых микронами, редко — в виде мелких зерен и пластинок. Среднее содержание золота в балансовых рудах — 32,3 г/т. Кроме золота, в рудах встречаются пирит, халькопирит, арсенопирит, сфалерит, галенит, висмут, электрум, чистое серебро. Их общее содержание в рудах — 3—5 %.